# Шмідегаузен
Шмідегаузен (нім. Schmiedehausen) — громада в Німеччині, розташована в землі Тюрингія. Входить до складу району Ваймарер-Ланд.
Площа — 10,37 км2. Населення становить 337 ос. (станом на 31 грудня 2021).